# Medina Dixon
Pour les articles homonymes, voir Dixon.
Medina Dixon, née le 2 novembre 1962 à Boston, dans le Massachusetts, et morte le 8 novembre 2021, est une ancienne joueuse américaine de basket-ball.

## Palmarès
- Troisième des Jeux olympiques 1992
- Championne du monde 1990
- 3e des Jeux panaméricains de 1991